# Sebastiano Craveri
Sebastiano Craveri (Torino, 30 marzo 1899 – Carmagnola, 25 ottobre 1973) è stato un fumettista e illustratore italiano.

## Biografia
Nel 1917 Craveri frequenta il Liceo Classico. Prende parte alla prima guerra mondiale. Dal 1919 al 1926 lavora presso l'UTET di Torino, ma abbandona l'impiego per dedicarsi al disegno, alla pittura e al giornalismo.
Il Tesoro inviolabile, Teodora imperatrice di Bisanzio e Lucio d'la Veneria pubblicate dalla edizioni Cosmopolis, 1927-Torino, sono le illustrazioni più remote che si conoscano.
Dal 1929 al 1934 collabora al Radiocorriere dell'Eiar disegnando umoristicamente i protagonisti dei programmi radiofonici ed inizia a disegna sul Giornale dei Fanciulli le prime tavole autoconclusive con animali umanizzati. Illustra un racconto a puntate per i più piccini Scarabocchio e Scarabocchia sul quindicinale Doposcuola.
Nel 1935 diviene direttore responsabile del quindicinale Qui con lo pseudonimo di Pintin.
Collabora saltuariamente con barzellette figurate al 420, giornale di satirica politica.
La grande avventura del Vittorioso inizia nel 1937 e continuerà ininterrottamente fino al 1959. Terminerà, con un'ultima collaborazione, nel 1962 per contrasti con la redazione. 
Si dedica alla pubblicità di prodotti ancora oggi presenti sul mercato: Aspirina, Crema Nivea, Dadi Liebig, Magnesia Sanpellegrino, cioccolato Nestlè, prodotti Sutter e altri ancora.
Disegna su L'Aspirante strisce con i personaggi: Spinarello, Moccolino e Zaratustra. 
Nel 1940, sul settimanale Squilli d'aurora compaiono le tavole di due cine-romanzi: Torna al tuo paesello e Le avventure di Micetta (testi di Milena Rigogliosi). In seguito al bombardamento di Torino da parte dei francesi, i coniugi Craveri sfollano a Carmagnola e vi rimangono fino alla morte. 
Negli anni quaranta realizza per Il Vittorioso la serie dello "Zoo" (animali antropomorfi) e la favola a fumetti "Il re gobbo". 
La città dei ragazzi di Torino stampa la Bussola sul quale compaiono: Il Circo Rataplan e Le avventure di Nocciolino.
Dal 1946 al 1949, sul Corrierino pubblica sette storie per i più piccini e disegna nuove avventure, tra le quali quelle di Caporal Meo.
Realizza le "Carte Cibalgina" (distribuite gratuitamente nelle farmacie). Si tratta di un mazzo di carte per il gioco del "Dubito", illustrate una per una da Craveri, per un totale di 36 disegni originali.
Nel 1953 inizia la collaborazione con Famiglia Cristiana: disegna Stan Boogen e la banda del tappo, le tavole di Micetto Monello, la serie del Buonumore in famiglia, Giochi in famiglia, Siamo tutti giardinieri e Gli animali e le piante meravigliose.
Collabora al Il Giornalino della Edizioni San Paolo, illustrando, con grandi tavole, le festività e vari altri argomenti.
Un ictus, nel 1969, lo colpisce e gli impedisce ogni attività fino al 25 ottobre 1973, data della sua morte. I suoi disegni furono pazientemente ritrovati e riuniti in collezione da Mauro Giubbolini il quale, pur di mantenerne viva la memoria, ha provveduto alla ristampa di alcuni fumetti. Parte dell'opera è stata ristampata dall'editore Camillo Conti.

## Influenze stilistiche
Gaetano Strazzulla classifica lo zoo parlante di Craveri su Il Vittorioso, popolato di animali antropomorfizzati analoghi a graziosi pupazzi di pannolenci, «un surrogato in chiave strapaesana del celebre bestiario di Walt Disney» e precisa un'altra influenza, se pur lieve, nei Bruin Boys. Anche Carlo della Corte ritiene Craveri disegnatore un po' disneyano, «un po' sommario ma non privo di gusto», che animò da protagonista le pagine del Vittorioso.
Antonio Faeti ha scritto invece che Craveri, nelle migliori tavole del suo bestiario, «rifiuta il segno limpido, lieve, accattivante, di derivazione disneyano».